# 土井美加
土井美加（日语：／ Doi Mika，1956年8月4日—）是日本的女性聲優。宮城縣仙台市出身。代表作有《超時空要塞》（早瀬未沙）、《浪客劍心》（高荷惠）等。

## 人物
活躍於1980年代。曾經是日本劇團「劇團昴」的成員，2003年2月15日起成為自由契約人。  

## 出演作品

### 電視動畫
- 新世紀福音戰士（赤木直子）
- 愛天使傳說（レインデビラ）
- 愛少女波麗安娜物語（珍妮‧惠提爾(年輕時代)）
- 阿嘉莎·克莉絲蒂的偵探白羅與瑪波（美雅麗‧(瑪麗)普里查）
- 小魔女Doremi（前兩代女王陛下･魔女道魯賓）
- 星際牛仔（阿麗莎）
- 銀河戰警（エクリプス）
- 星界的紋章、星界的戰旗（ラマージュ）
- 忍者神龟（ビデオ版エイプリル）
- 天空戰記（降三世明王トライロー）
- 樂一通（トゥイティー）
- 美少女戰士（希蕾妮蒂女王）
- 我是小甜甜（森澤棗）
- 名偵探福爾摩斯（芭芭拉·喬治）
- 神劍闖江湖（高荷惠）

1982年
- 超時空要塞（早瀬未沙）

1984年
- 北斗神拳（トウ、櫻花）
- 宇宙再生人（拉娜）

1996年
- 烏龍派出所（今村（麻里）今日子）

1997年
- 名偵探柯南（佐伯麗子）

1998年
- 金田一少年之事件簿（三田村圭子、萬代鈴江）

1999年
- ONE PIECE（柯比）

1996年
- 玩偶遊戲（坂井佳子）

2001年
- 通靈王（麻倉莖子）

2002年
- 最终兵器少女（シュウジの母）

2005年
- 蟲師（阿繡＆旁白）

2006年
- 光之美少女Splash Star（日向沙織）
- 櫻蘭高校男公關部（藤岡琴子）

2009年
- 續 夏目友人帳（七瀨）

2011年
- 夏目友人帳 參（七瀨）

2012年
- 夏目友人帳 肆（七瀨）

2013年
- Vividred Operation（紫條悠里）
- 惡之華（佐伯奈奈子的母親）

2014年
- 蟲師 續章（旁白）
- 綠林女兒羅妮婭（恩蒂絲）

2017年
- 夏目友人帳 陸（七瀨）
- THE REFLECTION（底波拉）

2018年
- 魔法禁書目錄III（親船最中）

2019年
- 臨死!!江古田（江古田〈第7話〉）

2020年
- Fate/Grand Order -絶對魔獸戰線巴比倫尼亞-（老婦人）
- 22/7（藤間さくら）

2021年
- 通靈王（第2作）（麻倉莖子）

2022年
- Healer Girl 歌癒少女（忍的祖母）

2023年
- 物之古物奇譚（爪彈[1]）
- 川越男子合唱團（響ありさ[2]）

### OVA
- 聖傳（九曜）
- 蘋果核戰記（フレイア）
- 人鱼森林（登和）
- 黃金小子（女製片人）
- 我是小甜甜各作品（森澤棗）
- 銀河英雄傳說外傳（同盟軍ヴァレリー・リン・フィッツシモンズ中尉）
- 烏龍派出所Jump Festa Anime Tour'85（秋本丽子）

### 劇場版動畫
- 超時空要塞（早瀬未沙）
- 迪士尼各作品（デイジーダック）

2008
- 電影 Yes! 光之美少女5GoGo!甜點王國的生日聚會!（甜品女王）

### 遊戲
- 王國之心（黛絲、阿麗絲）
- 王國之心 II（黛絲）
- 超級機器人大戰（梅卡斯、瑪蓓兒·佛羅森、フル・フラット、早瀬未沙）
- 魔法禁书目录 幻想收束（亲船最中）

### 外語配音
- 六呎风云（露絲・費雪）
- 24 -TWENTY FOUR-（泰瑞・鮑爾）
- 立証責任（マーギー）
- 野蠻遊戲（莎拉・惠特爾（邦妮·杭特））
- 虫虫危机（アッタ姫）
- 愛麗絲夢遊仙境（愛麗絲）
- 小飞象
- 彼得潘（溫蒂）
- 怪獸妙探（奇克）

### CD
- トリコロ（七瀬幸江）
- 龍三郎系列（渋沢蝶子）

## 外部連結
- 土井美加事務所・朋友